# سیارک ۳۴۳۸
سیارک ۳۴۳۸ (به انگلیسی: 3438 Inarradas، نامگذاری:1974SD5) سه هزار و چهارصد و سی و هشتمین سیارک کشف شده‌است که در ۲۱ سپتامبر ۱۹۷۴ کشف شد.
قدر مطلق سیارک برابر ۱۱٫۷۰ است.